# Отто Ляш
Отто Ляш (нім. Otto Lasch; 25 червня 1893, Плесс — 29 квітня 1971, Штутгарт) — німецький воєначальник, генерал піхоти вермахту. Кавалер Лицарського хреста Залізного хреста з дубовим листям.

## Біографія
Син князівського лісника. В березні 1913 року вступив в 2-й єгерський батальйон «Князь Бісмарк» в Кульмі (Західна Пруссія), у складі якого брав участь у Першій світовій війні. Після демобілізації армії залишений в рейхсвері. З 1 жовтня 1936 року — командир 3-го батальйону 3-го піхотного полку. Учасник Польської кампанії. З 26 жовтня 1939 року — командир 43-го піхотного полку 1-ї піхотної дивізії, з яким брав участь у Французькій кампанії та Німецько-радянській війні. Учасник боїв під Ригою, Нарвою та Ленінградом. З 27 червня 1942 року — командир 217-ї піхотної дивізії, яка діяла під Ленінградом. 20 листопада 1943 року відкликаний в Францію, де очолив 349-у піхотну дивізію, яка формувалася. У квітні 1944 року його дивізія була перекинута на Східний фронт під Львів. З 1 вересня 1944 року — командир 64-го армійського корпусу, який бився з союзниками в Ельзасі. З 1 листопада 1944 року — комендант укріпленого району Кенігсберг та командувач військами 1-го військового округу. До кінця березня 1945 року під командуванням Ляша знаходилися близько 130 000 чоловік. На початку квітня 1945 року протягом 6 днів радянська авіація, яка володіла абсолютною перевагою, а також артилерія фронту і Балтійського флоту знищували місто. 6 квітня радянські війська пішли на штурм зруйнованого вщент міста, але Ляш ще чинив опір 3 дні. 9 квітня він капітулював разом із 92 000 особами. Адольф Гітлер, який вимагав обороняти місто до останнього солдата, негайно наказав засудити Ляша, і той був заочно засуджений до страти. 22 липня 1948 року радянський військовий трибунал засудив Ляша до 25 років таборів. 7 жовтня 1955 року переданий владі ФРН і звільнений.

## Літературна діяльність
Переїхавши в Західну Німеччину, Ляш видав книги мемуарів:
- «Так упав Кенігсберг. Боротьба і крах столиці Східної Пруссії» (1958) (So fiel Königsberg. Kampf und Untergang von Ostpreußens Hauptstadt), в якій описав воєнні злочини, скоєні бійцями Червоної армії в Кенігсбергу.
- «Батіг і пряник» (1965) (Zuckerbrot und Peitsche) про своє перебування в радянському полоні.

## Нагороди
- Залізний хрест
  - 2-го класу (5 жовтня 1914)
  - 1-го класу (2 липня 1916)
- Нагрудний знак пілота-спостерігача (Пруссія)
- Нагрудний знак «За поранення» в чорному
- Почесний хрест ветерана війни з мечами
- Медаль «За вислугу років у Вермахті» 4-го, 3-го, 2-го і 1-го класу (25 років)
- Застібка до Залізного хреста
  - 2-го класу (13 вересня 1939)
  - 1-го класу (20 жовтня 1939)
- 3 рази згадувався в «Вермахтберіхт» (1 липня 1941, 2 липня 1942, 12 квітня 1945)
- Сертифікат Пошани Головнокомандувача Сухопутних військ Вермахту (3 липня 1941)
- Лицарський хрест Залізного хреста з дубовим листям
  - Лицарський хрест (№ 362) (17 липня 1941)
  - Дубове листя (№ 578) (10 вересня 1944)
- Медаль «За зимову кампанію на Сході 1941/42»